# Kostomłoty Drugie
Kostomłoty Drugie is een plaats in het Poolse district  Kielecki, woiwodschap Święty Krzyż. De plaats maakt deel uit van de gemeente Miedziana Góra en telt 1522 inwoners.